# Glycaspis minuscula
Glycaspis minuscula är en insektsart som beskrevs av Moore 1961. Glycaspis minuscula ingår i släktet Glycaspis och familjen rundbladloppor. Inga underarter finns listade i Catalogue of Life.